# Comisión de Regulación de Comunicaciones
La Comisión de Regulación de Comunicaciones, CRC (anteriormente la CRT, Comisión de Regulación de Telecomunicaciones) es un ente regulatorio que promueve la competencia y regula el mercado de las redes y los servicios de comunicaciones en Colombia.
Es una Unidad Administrativa Especial, con independencia administrativa, técnica y patrimonial, sin personería jurídica adscrita al Ministerio de Tecnologías de la Información y Comunicaciones. Se creó a partir de la ley 142/92, y reformada en sus funciones con la ley 1341/09.